# Domenico Carbone (generale)
Domenico Carbone (Reggio Calabria, 22 marzo 1854 – Roma, 2 marzo 1923) è stato un generale italiano, comandante del genio della III Armata del Regio esercito durante la prima guerra mondiale, tenente generale,
ispettore generale del genio. Nominato, alla fine della guerra, cavaliere dell'Ordine Militare di Savoia, nel 1920. Inventore della "granata Carbone".

## Biografia

### La carriera nell'esercito
Di famiglia oriunda genovese, nacque a Reggio Calabria nel 1854, da Francesco e da Marianna Putorti, fu avviato giovanissimo alla carriera militare. Come i fratelli minori Demetrio e Vincenzo (ufficiali del Regio esercito) e Leonardo Carbone (generale medico della Regia marina) fu allievo dell'accademia militare di Torino dal novembre 1872, dove divenne ufficiale nel 1875 con il grado di sottotenente del genio.
Passò quindi alla Scuola d'Applicazione d'Artiglieria e Genio Torino dove frequentò brillantemente i corsi, fu promosso tenente ed assegnato al 1º Reggimento Genio. Divenne insegnante di fortificazione alla scuola di applicazione di Modena.
Fu decorato di medaglia d'argento al Valor Civile, a Piacenza, avendo con la sua compagnia salvato diverse persone che stavano per annegare, durante un'inondazione del Po.
Nel 1882, in occasione delle "grandi manovre" fu alloggiato a Villalvernia ove conobbe la futura moglie Donna Marina Valerio  (famiglia) che sposerà nel 1884, promosso capitano.
Venne poi promosso maggiore a Torino nel 1894 e trasferito prima a Casale Monferrato e nel 1899 presso l'Ispettorato Generale del Genio in Roma. Da tenente colonnello venne trasferito a Roma presso il Ministero della Guerra Ufficio Difesa presso il Corpo di Stato Maggiore dove rimarrà per undici anni.
Da colonnello ebbe gli incarichi di direttore dell'officina di costruzioni di Pavia e direttore del genio di Alessandria.
Nel 1911 venne promosso maggior generale, fu comandante del genio a Torino. Eseguì ispezioni in Libia e al rientro in Italia, alle fortificazioni al confine con la Francia. Resse la carica di ispettore del genio.

### Grande guerra
Si distinse durante le campagne del 1915 e del 1916, con il grado di tenente generale, come comandante del genio della III armata, comandata dal duca d'Aosta (detto il duca invitto), e come comandante del genio di Verona (I Armata). Al passaggio dell'Isonzo 1917 per il suo eroico comportamento gli viene concessa la medaglia d'argento al valor militare. Ottenne il riconoscimento di cavaliere dell'ordine militare di Savoia.
Nel 1918 ebbe le attribuzioni di ispettore generale territoriale del genio.
Nel 1919 fu collocato in ausiliaria.

### Gli ultimi anni
Continuò a risiedere a Roma presso il Palazzetto di Venezia (successivamente in Via dell'Aracoeli, 3, a seguito dello spostamento del Palazzetto per la realizzazione del Vittoriano), ove insieme alla moglie donna Marina Valerio, dama di palazzo di S.M. la Regina, godette di grande prestigio e considerazione presso la Corte. Le sue grandi capacità tecniche sono oggi ricordate, dagli esperti di genio militare, per lo più per aver ideato, fatto realizzare ed impiegare sistemi innovativi di combattimento, a supporto della strategia adottata dagli Alti Comandi militari durante la Grande guerra.
Si ritirò a Villalvernia, nella villa Carbone, proveniente dalla famiglia Valerio, avendo egli sposato la nobildonna Marina Valerio (1858–1959), di antica famiglia possidente localmente i cosiddetti "fundi valeriani" ed imparentata con il patriziato tortonese e genovese. Ebbe tre figli: Adelina, Maria e Francesco.
Morì nel 1923 e venne sepolto inizialmente accanto alla figlia Maria (moglie del Cav. Nob. Don Lorenzo Vaquer), morta l'anno precedente. Ora è sepolto nella cappella Carbone del cimitero di Villalvernia.
La strada principale di Villalvernia (ex S.S. dei Giovi) fu dedicata proprio alla memoria del generale Domenico Carbone, il 6 maggio 1923, poco dopo la scomparsa avvenuta il 2 marzo precedente, onore assai raro, a dimostrazione di quanto fosse degno di stima e di altissima considerazione.
Un ritratto del generale Carbone è conservato nel Museo dell'Arma del Genio a Roma.

## La granata Carbone
Il generale Domenico Carbone, è ricordato come l'inventore della "granata Carbone", una delle prime a forma cilindrica, con maniglia (antesignana del successivo ananas), adottata durante la Grande guerra sul finire del 1916 e dismessa nel 1918. Era un potente ordigno difensivo, poteva essere lanciata fino a 35 metri, il raggio delle sue schegge arrivava a 80/100 metri; il manico fungeva anche da gancio per appenderla alla cintura. Particolare la scritta "GRANATA CARBONE" ricavata per fusione sui fianco della granata.
La produzione di tali ordigni, fu perfezionata continuamente dal generale Carbone, dando origine a tre serie continue sempre più perfezionate. I pochi esemplari oggi disponibili costituiscono una rarità per i collezionisti del settore.
Gli esemplari appartenenti alla prima serie di granata Carbone si riconoscono per l'impugnatura sul tappo, detta anche "rovescia".
La seconda serie, ideata e prodotta in tre differenti varianti, si caratterizza per il posizionamento del manico sul corpo e del meccanismo di accensione, all'esterno, sul tappo, protetto da un lamierino.
La terza serie rappresenta l'ultima produzione di granata Carbone, ulteriormente perfezionata allo scopo di migliorare la protezione dall'umidità: fu realizzata ricavando la chiocciola con il sistema di accensione all' interno del tappo.